# Melchor Liñán y Cisneros
Pour les articles homonymes, voir Liñán.

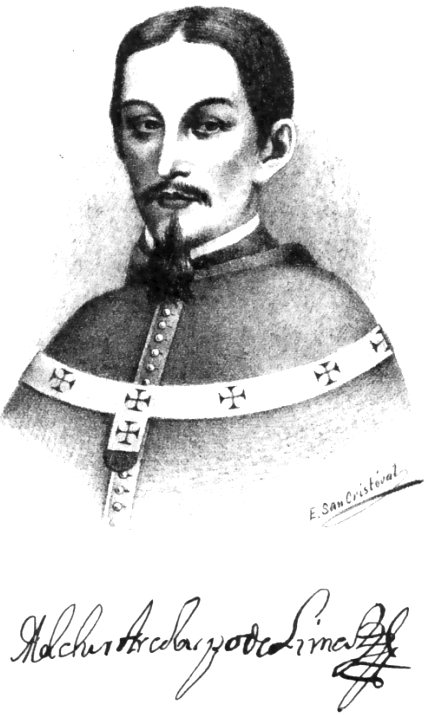
Gravure représentant Melchor de Liñán y Cisneros

Melchor de Liñán y Cisneros (né à Torrelaguna en 1629, mort à Lima en 1708) est un homme d'Église espagnol, archevêque de Lima (1678-1708) et vice-roi du Pérou par intérim entre 1678 et 1681.

## Formation et  premières fonctions dans les Indes espagnoles
Melchor de Liñán y Cisneros naît à Torrelaguna, près de Madrid, en 1629. Il est de la même famille que le Cardinal Cisneros, qui avait été un proche conseiller d'Isabelle la Catholique. Melchor obtient un doctorat de théologie dans l'Université d'Alcalá de Henares. Il commence sa carrière ecclésiastique dans la péninsule ibérique. En 1664, il est nommé évêque du diocèse de Santa Marta (Colombie actuelle), puis en 1667 évêque de Popayán. En 1671, il est nommé archevêque de La Plata o Charcas (Bolivie actuelle), mais il ne rejoint cet évêché qu'en 1674 : en effet, il est, depuis 1670 également Gouverneur et Capitaine Général de Nouvelle Grenade, et président de l'audience de Santa Fe de Bogota, et il lui reste à finir sa visita dans ce territoire (une visita est une sorte d'inspection générale).
En 1676, il est nommé archevêque de Lima, il rejoint la capitale de la vice-royauté du Pérou en 1678,.

## Archevêque de Lima et vice-roi du Pérou
Six mois après son arrivée à Lima, le comte de Castellar, vice-roi du Pérou, est déposé. Liñán y Cisneros devient alors vice-roi par intérim, jusqu'à l'arrivée du duc de la Palata en novembre 1681. Il est le premier religieux à avoir été vice-roi au Pérou (contrairement à la Nouvelle Espagne, où cette situation était plus courante). 
À plusieurs reprises, Liñán y Cisneros demande à rentrer en Espagne, mais le roi le maintient dans l'archidiocèse de Lima où il meurt en 1708. 

## Opposition avec Melchor de Navarra y Rocafull
Les relations entre Melchor de Liñán y Cisneros et le vice-roi Melchor de Navarra y Rocafull, duc de la Palata, sont connues pour avoir été tendues. En effet, Melchor de Liñán y Cisneros avait été vice-roi par intérim et il semble qu'il ait eu du mal à quitter ce poste. L'objet principal de leur conflit est une ordonnance publiée par le duc de la Palata le 20 février 1684. Le but de cette ordonnance était de mettre fin aux abus que subissaient les Indiens de la part des curés qui les catéchisaient. Or, le vice-roi demande aux corregidores de faire des rapports sur les curés qui commettraient des abus, ce qui est, selon le prélat, une violation de l'immunité ecclésiastique.
Les deux hommes se sont par ailleurs querellés au sujet de la couleur de la robe du bedeau de la cathédrale de Lima